# Alpine Ski-Juniorenweltmeisterschaften 2007
Die 26. Alpinen Ski-Juniorenweltmeisterschaften fanden vom 6. bis 11. März 2007 in Zauchensee und Flachau im österreichischen Bundesland Salzburg statt.

## Männer

### Abfahrt
| Platz | Land | Sportler         | Zeit (min) |
| ----- | ---- | ---------------- | ---------- |
| 1     | SUI  | Beat Feuz        | 1:38,41    |
| 2     | SWE  | Matts Olsson     | 1:38,85    |
| 3     | AUT  | Bernhard Graf    | 1:38,96    |
| 4     | AUT  | Marco Fuchs      | 1:38,99    |
| 5     | USA  | Will Brandenburg | 1:39,33    |
| 6     | SLO  | Filip Flisar     | 1:39,47    |

Datum: 6. März, 09:00 Uhr

Ort: Zauchensee

Start: 2096 m, Ziel: 1380 m

Höhendifferenz: 716 m, Streckenlänge: 2680 m

Tore: 43

### Super-G
| Platz | Land | Sportler        | Zeit (min) |
| ----- | ---- | --------------- | ---------- |
| 1     | SUI  | Beat Feuz       | 1:07,77    |
| 2     | AUT  | Joachim Puchner | 1:07,85    |
| 3     | AUT  | Bernhard Graf   | 1:07,96    |
| 4     | AUT  | Marco Fuchs     | 1:08,31    |
| 5     | SWE  | Matts Olsson    | 1:08,32    |
| 6     | SLO  | Miha Kürner     | 1:08,54    |

Datum: 8. März, 09:00 Uhr

Ort: Zauchensee

Start: 1903 m, Ziel: 1380 m

Höhendifferenz: 523 m, Streckenlänge: 1900 m

Tore: 34

### Riesenslalom
| Platz | Land | Sportler        | Zeit (min) |
| ----- | ---- | --------------- | ---------- |
| 1     | AUT  | Marcel Hirscher | 2:14,01    |
| 2     | FIN  | Marcus Sandell  | 2:14,86    |
| 3     | SWE  | Matts Olsson    | 2:15,17    |
| 4     | NOR  | Markus Nilsen   | 2:15,40    |
| 5     | FRA  | Samy Blanc      | 2:15,42    |
| 6     | AUT  | Bernhard Graf   | 2:15,78    |

Datum: 9. März, 09:00 Uhr (1. Lauf), 12:00 Uhr (2. Lauf)

Ort: Flachau

Start: 1320 m, Ziel: 960 m

Höhendifferenz: 360 m

Tore: 41 (1. Lauf), 41 (2. Lauf)

### Slalom
| Platz | Land | Sportler        | Zeit (min) |
| ----- | ---- | --------------- | ---------- |
| 1     | SLO  | Matic Skube     | 1:49,45    |
| 2     | AUT  | Marcel Hirscher | 1:49,56    |
| 3     | SUI  | Beat Feuz       | 1:50,73    |
| 4     | AUT  | Armin Triendl   | 1:50,81    |
| 5     | SUI  | Mauro Caviezel  | 1:50,91    |
| 6     | SLO  | Miha Kürner     | 1:51,09    |

Datum: 10. März, 08:30 Uhr (1. Lauf), 12:00 Uhr (2. Lauf)

Ort: Flachau

Start: 1160 m, Ziel: 960 m

Höhendifferenz: 200 m

Tore: 66 (1. Lauf), 62 (2. Lauf)

### Kombination
| Platz | Land | Sportler      | Punkte |
| ----- | ---- | ------------- | ------ |
| 1     | SUI  | Beat Feuz     | 22,36  |
| 2     | AUT  | Bernhard Graf | 31,31  |
| 3     | SLO  | Miha Kürner   | 38,74  |
| 4     | SLO  | Matic Skube   | 41,92  |
| 5     | AUT  | Fritz Dopfer  | 47,95  |
| 6     | USA  | Travis Ganong | 71,49  |

Datum: 6./10. März

Ort: Zauchensee, Flachau
Die Kombination besteht aus der Addition der Ergebnisse aus Abfahrt, Riesenslalom und Slalom.

## Frauen

### Abfahrt
| Platz | Land | Sportlerin         | Zeit (min) |
| ----- | ---- | ------------------ | ---------- |
| 1     | LIE  | Tina Weirather     | 1:39,69    |
| 2     | SUI  | Lara Gut           | 1:39,76    |
| 3     | AUT  | Nicole Schmidhofer | 1:40,50    |
| 4     | AUT  | Stefanie Moser     | 1:40,54    |
| 5     | GER  | Gina Stechert      | 1:40,64    |
| 6     | ROM  | Edit Miklós        | 1:40,79    |

Datum: 7. März, 09:30 Uhr

Ort: Zauchensee

Start: 2096 m, Ziel: 1380 m

Höhendifferenz: 716 m, Streckenlänge: 2680 m

Tore: 43

### Super-G
| Platz | Land | Sportlerin          | Zeit (min) |
| ----- | ---- | ------------------- | ---------- |
| 1     | AUT  | Nicole Schmidhofer  | 1:19,34    |
| 2     | LIE  | Tina Weirather      | 1:19,45    |
| 3     | AUT  | Eva-Maria Brem      | 1:19,72    |
| 4     | SLO  | Maruša Ferk         | 1:20,38    |
| 5     | GER  | Viktoria Rebensburg | 1:20,45    |
| 6     | SLO  | Ilka Štuhec         | 1:20,57    |

Datum: 9. März, 09:00 Uhr

Ort: Zauchensee

Start: 1903 m, Ziel: 1380 m

Höhendifferenz: 523 m, Streckenlänge: 1900 m

Tore: 37

### Riesenslalom
| Platz | Land | Sportlerin         | Zeit (min) |
| ----- | ---- | ------------------ | ---------- |
| 1     | AUT  | Nicole Schmidhofer | 2:14,90    |
| 2     | LIE  | Tina Weirather     | 2:15,20    |
| 3     | AUT  | Eva-Maria Brem     | 2:15,45    |
| 4     | FRA  | Olivia Bertrand    | 2:16,30    |
| 5     | FRA  | Aude Aguilaniu     | 2:16,74    |
| 6     | SLO  | Maruša Ferk        | 2:16,89    |

Datum: 8. März, 08:30 Uhr (1. Lauf), 11:30 Uhr (2. Lauf)

Ort: Flachau

Start: 1320 m, Ziel: 960 m

Höhendifferenz: 360 m

Tore: 44 (1. Lauf), 41 (2. Lauf)

### Slalom
| Platz | Land | Sportlerin     | Zeit (min) |
| ----- | ---- | -------------- | ---------- |
| 1     | SLO  | Ilka Štuhec    | 1:44,23    |
| 2     | GER  | Katharina Dürr | 1:44,30    |
| 3     | AUT  | Simone Streng  | 1:44,79    |
| 4     | SLO  | Maruša Ferk    | 1:45,12    |
| 5     | GER  | Susanne Riesch | 1:45,41    |
| 6     | SUI  | Célina Hangl   | 1:45,42    |

Datum: 11. März, 08:45 Uhr (1. Lauf), 11:00 Uhr (2. Lauf)

Ort: Flachau

Start: 1160 m, Ziel: 960 m

Höhendifferenz: 200 m

Tore: 46 (1. Lauf), 67 (2. Lauf)

### Kombination
| Platz | Land | Sportlerin         | Punkte |
| ----- | ---- | ------------------ | ------ |
| 1     | SLO  | Ilka Štuhec        | 35,66  |
| 2     | AUT  | Nicole Schmidhofer | 39,12  |
| 3     | SLO  | Maruša Ferk        | 42,16  |
| 4     | AUT  | Stefanie Moser     | 45,87  |
| 5     | SLO  | Vanja Brodnik      | 80,35  |
| 6     | SUI  | Andrea Dettling    | 99,23  |

Datum: 7./11. März

Ort: Zauchensee, Flachau
Die Kombination besteht aus der Addition der Ergebnisse aus Abfahrt, Riesenslalom und Slalom.

## Medaillenspiegel
| Platz | Land          | Gold | Silber | Bronze | Gesamt |
| ----- | ------------- | ---- | ------ | ------ | ------ |
| 1     | Österreich    | 3    | 4      | 6      | 13     |
| 2     | Schweiz       | 3    | 1      | 1      | 5      |
| 3     | Slowenien     | 3    | –      | 2      | 5      |
| 4     | Liechtenstein | 1    | 2      | –      | 3      |
| 5     | Schweden      | –    | 1      | 1      | 2      |
| 6     | Deutschland   | –    | 1      | –      | 1      |
| 6     | Finnland      | –    | 1      | –      | 1      |